# Playa İztuzu
Playa İztuzu (en turco: Iztuzu Plaji) es una playa de 4,5 kilómetros de largo cerca de Dalyan, en el distrito de Ortaca de la Provincia de Muğla en el suroeste de Turquía. La playa es una franja estrecha de tierra, que forma una barrera natural entre el delta de agua dulce del río Dalyan y el mar Mediterráneo. Es uno de los principales lugares de cría para las tortugas marinas caguama (Caretta caretta) en el Mediterráneo y por lo tanto, es conocida en ocasiones como «Playa Tortuga».
La mayor amenaza para la supervivencia de la tortuga caguama está en estas playas de arena donde su vida comienza. Esto ha desencadenado un esfuerzo internacional de conservación que se inició en la década de 1990. El esfuerzo para proteger los huevos de tortugas en el mar y para asegurar un caldo de cultivo seguro para esta especie en peligro de extinción ha ocupado los titulares internacionales.